# 詩人一覧 (散文作品)
『詩人一覧』（しじんいちらん、古ノルド語: Skáldatal、スカールダタル）とは、古ノルド語で書かれた短い散文作品である。
スカンディナヴィア各国の伝説的な時代から13世紀後半までの諸王に仕えた200名以上の宮廷詩人（スカルド）の名前を一覧している。数名には短い注釈が付されている。この作品の内容は、現在判明している他の資料からの知識に概ね一致している。しかし、特定の王に仕えた宮廷詩人に関しては、『詩人一覧』に収録されていたものよりも多くの名前が知られている。また逆に、他の資料には掲載されていない詩人の名前が収録されている事例もある。
この作品は2冊の写本に残されていた。第一に、『スノッリのエッダ』の主要な4冊の写本のうち最も古い一冊であるウップサーラ写本（写本番号 DG 11, 14世紀初頭に成立）である。『スノッリのエッダ』第2部『詩語法』の前半部に挿入されていた。
もう1冊は、1700年頃に成立したとみられる AM 761 a 4to である。『詩人一覧』の他にもスカルド詩が収録されていた。